# Danimarca ai IX Giochi olimpici invernali
La Danimarca partecipò ai IX Giochi olimpici invernali, svoltisi a Innsbruck, Austria, dal 29 gennaio al 9 febbraio 1964, con una delegazione di 2 atleti impegnati in due discipline.